# Безхребетна оксамитова акула
Безхребетна оксамитова акула (Scymnodalatias) — рід акул родини Полярні акули. Має 4 види.

## Опис
Загальна довжина представників цього роду коливається від 26 см до 1,2 м. Голова невелика або середнього розміру, дещо сплощена. Морда коротка, загострена. Очі помірно великі, овальні, розміщені на голові високо. Рот невеликий. На верхній щелепі більше зубів, ніж на нижній. У неї 5 пар коротких зябрових щілин. Тулуб кремезний, щільний та важкий. Грудні плавці трикутні. Має 2 маленьких спинних плавця з маленькими шипиками. Хвіст короткий. Хвостовий плавець гетероцеркальний, нижня лопать майже не розвинена. Анальний плавець відсутній.
Забарвлення темно-сіре, коричневе або сіро-коричневе. Черево або боки світліше за загальний фон. Плавці мають більш темний колір.

## Спосіб життя
Тримаються на глибинах від 150 до 4000 м, біля дна. Переважно активні акули. Є бентофагами, полюють біля дна. Живляться костистою рибою, ракоподібними, головоногими молюсками та морськими червами, органічним падлом.
Це яйцеживородна акула. Самиці народжують до 60 акуленят.

## Розповсюдження
Мешкають біля південної Австралії, Нової Зеландії, неподалік архіпелагу Тристан-да-Кунья, Азорських островів, о. Пасхи.

## Види
- Scymnodalatias albicauda  Taniuchi & Garrick, 1986
- Scymnodalatias garricki  Kukuyev & Konovalenko, 1988
- Scymnodalatias oligodon  Kukuyev & Konovalenko, 1988
- Scymnodalatias sherwoodi  (Archey, 1921)